# Тарасенков, Алексей Терентьевич
Алексе́й Тере́нтьевич Тарасе́нков (1816—1873) — русский врач, невропатолог, психиатр, гигиенист, патологоанатом. Штаб-лекарь, доктор медицины, популярный врач общей и частной практики, безуспешно лечивший Н. В. Гоголя; главный врач Старо-Екатерининской больницы в Москве, главный врач московской Полицейско-арестантской больницы, главный врач Шереметевской больницы в Москве. Известен также как общественный деятель и мемуарист.

## Биография

### Происхождение и образование
Алексей Тарасенков происходил из семьи московского торговца мехами. Дата его рождения точно не установлена. «Русский биографический словарь» называет 1818 год, «Словарь Брокгауза и Ефрона» указывает 1813 год. Некоторые современные исследователи, в частности М. Д. Артамонов, составитель справочника «Московский некрополь», считают, видимо на основании могильных надписей, годом рождения 1816 год.
В начале 1830-х годов Алексей окончил три класса Первой московской гимназии, но не завершив образования был определён отцом в качестве приказчика в один из московских чайных магазинов в Торговых рядах, поскольку отец считал три класса вполне достаточным образованием для сына торговца. Инспектор 1-й гимназии П. Н. Погорельский, увидев своего ученика в Ножевой линии Верхних торговых рядов, лично отправился к отцу Алексея и постарался убедить того, чтобы он не препятствовал сыну продолжить гимназическое образование, так как Алексей отличался незаурядными способностями и прилежанием. По другой версии, мальчик рос в бедной семье без отца и воспитывался матерью. Мать была больна, и чтобы помочь ей Алексей бросил гимназию, но выручил П. Н. Погорельский, помогший восстановиться и закончить её в 1833 году.

### Начало медицинской практики
По окончании гимназии Алексей поступил на медицинский факультет Московского университета. Одним из университетских преподавателей Тарасенкова был профессор Ф. И. Иноземцев, совместно с которым Тарасенкову позднее пришлось лечить Н. В. Гоголя. Среди студентов Тарасенков отличался великолепным знанием латыни. Ему легко давался перевод латинских классиков, разговорная речь, Алексей знал немало латинских поговорок, загадок и изречений латинских авторов. Благодаря своим познаниям латыни он стал известен в образованном обществе, его стали приглашать в зажиточные семьи в качестве домашнего учителя. Так, будучи студентом, Алексей Терентьевич готовил по латинскому языку для поступления в Московский университет П. Л. Чебышёва, будущего известного математика и механика, академика Петербургской Академии наук. Благодаря студенту-медику Чебышёв успешно сдал экзамен по латыни.
Завершив университетское образование в 1838 году, Тарасенков получил степень лекаря первого разряда. Медицинскую практику начал в 1840 году, когда он стал врачом московской дворцовой конторы, одновременно в 1842—1843 гг. он выполнял обязанности ординатора московской детской больницы, не получая жалования за совмещение обязанностей. В следующем 1844 году он был удостоен звания штаб-лекаря за диссертацию «О признаках головного воспаления вообще и arachoiditis в особенности». Медицинская служба продолжилась в 1845 году, когда он был назначен врачом московской больницы для чернорабочих (Московская Екатерининская, или иначе Старо-Екатерининская больница, ныне больница имени профессора А. И. Бабухина), где, помимо всего прочего, он работал патологоанатомом. В 1853—1858 годах Тарасенков служил главным врачом этой больницы.

### Главный врач Шереметевской больницы
В 1858 году Тарасенкова утвердили главным врачом Шереметевской больницы («Странноприимный дом» Д. Н. Шереметева). Одновременно он заведовал Полицейско-арестантской больницей. Алексей Терентьевич руководил Шереметевской больницей в течение пятнадцати лет. В результате руководства Тарасенкова постановка больничного дела была значительно усовершенствована: была изменена устаревшая выписка лекарственных средств, их назначение и приобретение взяты под контроль, обход больных был сделан регулярным. Графу Д. Н. Шереметеву, попечителю Странноприимного дома, было предложено открыть бесплатную амбулаторию — «Приходящее отделение». Также была предложена вспомогательная медицинская касса, целью которой была выдача выходных пособий пациентам при выписке, это начинание также было осуществлено Тарасенковым. Д. Н. Шереметевым был выделен для этих целей специальный фонд, и с тех пор в храме Живоначальной Троицы при Странноприимном доме по доктору Тарасенкову служили панихиду.
Когда в 1859 году отмечался 50-летний юбилей Шереметевской больницы, А. Т. Тарасенков по просьбе Д. Н. Шереметева написал книгу об истории Странноприимного дома. Книга была издана на средства графа Д. Н. Шереметева. На вырученные от продажи этой книги деньги в Троицкую церковь при Странноприимном доме был приобретён серебряный потир для причащения больных (украден в 1879 году).
Впоследствии Шереметевская больница была в определённой мере обязана своим авторитетом имени А. Т. Тарасенкова. Профессор А. И. Овер писал о нём Д. Н. Шереметеву в 1860 году: «Теперь, после двухгодового служения Алексея Терентьевича Тарасенкова при заведении, я могу ещё с большей уверенностью свидетельствовать, что выбор этот как нельзя более благоприятен. Его неусыпными стараниями в больнице многое исправлено и приведено в должный порядок. Чистота его намерений, правдивость и необычайное усердие известны не только мне».
Помимо этого, А. Т. Тарасенков являлся врачом московского училища; в 1860 году он также стал врачом попечительства о бедных по первому Тверскому участку. Кроме того, Алексей Терентьевич был секретарём инспектора гражданских больниц, обязанности которого на время его отсутствия ему приходилось исполнять. В больницах, где Тарасенков служил главным врачом, он вводил всевозможные улучшения. Широко известно лечение Н. В. Гоголя в 1852 году и состоявшееся в связи с этим знакомство Тарасенкова со знаменитым писателем. Об этих встречах, о безрезультатных попытках вылечить больного писателя, о его преждевременной смерти Тарасенков впоследствии написал широко известные мемуары «Последние дни жизни Н. В. Гоголя», которые представляют особый интерес. Они были опубликованы в Санкт-Петербурге в 1857 году и с тех пор были неоднократно переизданы. Менее известно знакомство Тарасенкова с писателем Сергеем Тимофеевичем Аксаковым.

## Научная и общественная деятельность
Алексей Терентьевич занимался не только медицинской практикой и организацией медицинской помощи. Он писал медицинские обзоры и очерки истории московских больниц, его перу принадлежит несколько статей в медицинских журналах и отдельные публикации: «Отчёт по временному (тифозному) отделению московской больницы для чернорабочих» (1857); «Историческая записка о состоянии и деятельности Физико-медицинского общества за первые 50 лет» (1856). На материалах собственной врачебной практики А. Т. Тарасенков написал следующие работы: «О том, как излечиваются болезни и что называется лекарством» (1850); «Помешательство ума после холеры» (1854); «Замечания о господствующих перемежающихся лихорадках» (1854); «Эпидемическая дифтерическая жаба» (1854); «Случай перехода острого ревматизма в холеру» (1857); «Сам больной лечит hydrocoele уколом шила» (1859); «Взгляд врача на женское воспитание» (1859); «Нечто о больницах» (1859); «Материалы для биографии А. Н. Бахметьева, попечителя Московского учебного округа» (1861); «Об устройстве врачебного пособия в деревнях» (1862); «О болезнях, предшествовавших в этом году холере» (1866); «О санитарных заведениях парижского общественного призрения» (1870).
Общественная деятельность Тарасенкова состояла в участии с 1854 года в делах Физико-медицинского общества, чьим почётным членом он являлся, и с 1858 года Общества русских врачей в Москве. В 1863 году Тарасенков избирался в Московскую городскую думу (гласный Думы от сословия личных дворян). Звание доктора медицины, которое с годами приобрёл Алексей Терентьевич, соответствовало шестому классу табели о рангах или чину коллежского советника.
Алексей Терентьевич скончался 13 мая 1873 года и похоронен в некрополе Донского монастыря в Москве. В 2009 году вышел художественный фильм Натальи Бондарчук «Гоголь. Ближайший», где роль Алексея Тарасенкова исполнил актёр Леонид Мозговой.

## Тарасенков и Гоголь

### «Последние дни жизни Н. В. Гоголя»
Эпизод с болезнью и смертью Гоголя подробно изложен Тарасенковым в книге «Последние дни жизни Н. В. Гоголя». Первая публикация воспоминаний появилась в декабрьском номере журнала «Отечественные записки» за 1856 год с подписью Доктор А. Т. Т-в. В следующем году в Санкт-Петербурге мемуары были выпущены отдельным изданием уже с полной фамилией автора. Первый печатный вариант воспоминаний содержал в себе немало пропусков, сделанных по цензурным или иным соображениям. Так некоторые фамилии участников событий были скрыты инициалами.
При перепечатке воспоминаний в составе IV тома «Материалов для биографии Гоголя» в 1897 году публикатор В. И. Шенрок воспользовался черновой рукописью А. Т. Тарасенкова, переданной Шенроку сыном Тарасенкова, здесь были раскрыты все фамилии и присутствовали неизвестные ранее факты, но и этот текст страдал изъянами, поскольку был черновым.
При подготовке переиздания книги в 1902 году (на обложке указано второе издание, а фактически третье) публикаторы учли просчёты первых изданий и выпустили книгу со сводным текстом из черновика и печатного текста. В последующем все публикации воспоминаний Тарасенкова осуществлялись по этому изданию, но в полном виде книга более не печаталась, в советское время и в постсоветские времена мемуары Тарасенкова публиковались в извлечениях.
Тарасенков был единственным медиком, лечившим Гоголя, оставившим подробное аналитичное описание болезни писателя. Литературоведы называют его работу отличающейся «прежде всего фактической достоверностью». Достоверность книге обеспечила добросовестность учёного и то обстоятельство, что воспоминания были составлены, по словам автора, «вскоре после смерти Гоголя; главные их основания записаны в самый день его смерти. Я оставил их почти в том же виде, как они вышли из-под пера моего в 1852 году». Его книга представляет собой как собственные впечатления от встреч с Гоголем, так и рассказы о Гоголе, слышанные им от других лиц, преимущественно от графа Александра Петровича Толстого. Так, в его воспоминаниях о Гоголе (и только в них) есть эпизод о загадочной поездке Гоголя накануне смерти в Преображенскую больницу к известному юродивому И. Я. Корейше.
Мемуарист оставил подробное портретное описание Н. В. Гоголя зимой 1852 года. В своих мемуарах, относящихся к периоду до начала болезни Гоголя, Тарасенков рассказал также о том, как Гоголь избегал встреч с другим своим знаменитым современником — доктором Ф. П. Гаазом, о работе над «Мёртвыми душами» и «Божественной Литургией», о его непередаваемом даре чтеца и рассказчика литературных произведений, об отношении писателя к театральным постановкам его «Женитьбы», о «Провинциалке» И. С. Тургенева и о многом другом. В разговоре с Гоголем Тарасенков затронул и профессионально близкую ему тему:

Обрадовавшись, что Гоголь сделался разговорчивее, я старался, чтоб беседа не отклонилась от предметов литературных и, между прочим, завёл речь о «Записках сумасшедшего». Рассказав, что я постоянно наблюдаю психопатов и даже имею их подлинные записки, я пожелал от него узнать: не читал ли он подобных записок прежде, нежели написал это сочинение. Он отвечал: «Читал, но после». — «Да как же вы так верно приблизились к естественности?» — спросил я его. «Это легко: стоит представить себе…»— А. Т. Тарасенков, «Последние дни жизни Н. В. Гоголя». В сб.: Н. В. Гоголь, «Размышления о Божественной Литургии» / М., 2006, с. 782
Благодаря воспоминаниям Тарасенкова литературоведению известны обстоятельства сожжения Гоголем второго тома «Мёртвых душ», споры Гоголя со священником М. А. Константиновским и неудавшаяся передача рукописей митрополиту Филарету, другие предсмертные распоряжения и приготовления.
Высоко оценил воспоминания А. Т. Тарасенкова Н. Г. Чернышевский, назвав их документом «драгоценным для истории нашей литературы».

### Лечение Гоголя
Среди историков медицины иногда встречается мнение, будто Н. В. Гоголь лечился у А. Т. Тарасенкова в Шереметевской больнице. На самом деле в 1852 году Тарасенков ещё не работал в Странноприимном доме, он возглавил его лишь в 1858 году, а в то время служил в Старо-Екатерининской больнице (московской больнице для чернорабочих). В действительности Гоголь проходил курс лечения на дому у графа А. П. Толстого, где жил во время своего последнего приезда в Москву, а в Шереметевской больнице Гоголь никогда не лечился.
Второе заблуждение состоит в том, что Тарасенков был домашним врачом Гоголя. На самом деле Тарасенков и Гоголь до его болезни были едва знакомы. Тарасенков был домашним врачом графа А. П. Толстого. Архитектор и академик живописи В. И. Шервуд так вспоминал о Тарасенкове: «Он был, между прочим, доктором Толстых и следил последнее время за болезнью Гоголя, которую и описал в брошюре и где, между прочим, были ему сообщены и мною некоторые факты».
Ранее Гоголь обращался за медицинской помощью к профессору Ф. И. Иноземцеву, университетскому наставнику Тарасенкова, поскольку тот, как сообщает Тарасенков был «давнишний знакомец Гоголя». Обратились к Иноземцеву и в этот раз, и знаменитый хирург диагностировал у писателя катар кишок и назначил лечение, которого, впрочем, Гоголь не придерживался. Иноземцев ещё какое-то время наблюдал Гоголя, и определённого мнения о характере заболевания у него так и не сложилось. Тарасенков пишет, что Иноземцев не исключал даже тифа, но к моменту ухудшения состояния Гоголя Иноземцев заболел сам, и граф А. П. Толстой вынужден был обратиться к другим специалистам.
Доктор и писатель познакомились в январе 1852 года. Самая первая встреча Тарасенкова с Гоголем состоялась примерно за месяц до смерти писателя, когда тот внешне был полон сил и энергии, и ничто не предвещало скорой развязки. Они встретились за обеденным столом у графа Толстого. Когда через несколько дней, 26 января, скоропостижно умерла тридцатичетырёхлетняя Е. М. Хомякова — беременная десятым ребёнком жена А. С. Хомякова и сестра Н. М. Языкова, — люди исключительно дорогие Гоголю, — писатель впал в депрессию. 5 февраля, на Масленице, он начал говеть, хотя до Великого поста оставалась ещё неделя, он почти ничего не ел, постепенно перестал выезжать из дома и всё время проводил в молитвах, отказавшись от литературной работы. К 12 февраля он совершенно ослаб, но всё это время Тарасенков ничего не знал о состоянии Гоголя. Из-за болезни Иноземцева Толстой обратился к Тарасенкову и к другим признанным московским светилам лишь 13 февраля, но Гоголь согласился принять Тарасенкова лишь 16 февраля.
При первой же встрече с больным писателем, Гоголь показался Тарасенкову «мертвецом с первого взгляда». Больной не проявлял никакого интереса к своей болезни и излечению от неё. Его состояние настолько взволновало доктора, что выйдя ни с чем от Гоголя, Тарасенков, спустя некоторое время, упросил прислугу вновь впустить его к больному в надежде своим красноречием подействовать на волю писателя и пробудить в нём интерес к жизни. Несмотря на все увещевания Тарасенкова «выражение его лица нисколько не изменилось: оно было так же спокойно и так же мрачно, как прежде: ни досады, ни огорчения, ни удивления, ни сомнения не показалось и тени. Он смотрел, как человек, для которого все задачи разрешены, всякое чувство замолкло, всякие слова напрасны, колебание в решении невозможно».
Графу Толстому он сообщил о своих неутешительных выводах, на что Толстой предложил зайти доктору через два дня и узнать дальнейшее течение болезни. Положение Тарасенкова осложнялось тем, что он не был лечащим, а лишь консультирующим врачом. «Неопределительные отношения между медиками не дозволяли мне впутываться в распоряжения врачебные, тем более что Гоголь был на руках у своего приятеля Иноземцева». Тарасенков был нужен А. П. Толстому в том числе и для психотерапевтической помощи, поскольку в связи с болезнью Гоголя среди гоголевского окружения начались слухи о сумасшествии писателя. Тарасенков встречался с Гоголем в качестве врача всего три раза: 16, 19 и 20 февраля, а уже 21 февраля писателя не стало.
Тарасенков отмечает, что во время его первого посещения Гоголь был в полном сознании, и в следующие два дня, когда его не было, по рассказам окружающих, Гоголь, несмотря на всю свою слабость, находился в здравом рассудке и полной памяти. 18—19 февраля приезжали разные врачи: профессор А. И. Овер, профессор А. А. Альфонский; они высказывали разные мнения, но настоящего лечения так и не было, а писатель медленно угасал. Овер, «вероятно, из медицинской деликатности, <…> не посоветовал ничего другого, как не давать ему вина, которого больной спрашивал часто». Альфонский «предложил магнетизирование, чтобы покорить его волю и заставить употреблять пищу». 19 февраля прибыл доктор К. И. Сокологорский для проведения сеанса гипноза, но когда он начал совершать пассы, Гоголь, до этого внешне безучастный, воспротивился гипнозу и попросил всех оставить его.
19 февраля к Гоголю прибыл и сам Тарасенков. К этому времени к больному был уже совершенно беспрепятственный доступ. Гоголь не сидел, как прежде, а окончательно слёг. На вопросы врача больной больше не отвечал, лишь воспротивился вслух, когда доктор попытался прощупать его пульс.
Тарасенков отмечает, что сложность болезни Гоголя состояла в том, что медицинская помощь писателю требовалась безотлагательно, но и ясного понимания характера болезни ни у кого не было, поскольку не было вразумительного диагноза. В первую очередь, необходимо было решить, с чем иметь дело с соматическим или с психическим заболеванием: «Медицина не дает правил, как действовать при таких неопределённых явлениях и для такой исключительной личности». По внешним признакам (пульс, температура, язык, дыхание и т. д.) Гоголь не подавал никаких причин для беспокойства. Единственным очевидным отклонением Тарасенков называет констипацию. В то же время поведение Гоголя наводило на мысль, что врачи имеют дело с психическим расстройством: «Трудно было предпринять что-нибудь с человеком, который в полном сознании отвергает всякое лечение». Соматические больные редко отказываются от всякого лечения без каких бы то ни было на то причин. Тем не менее Тарасенков склонялся к тому, что у Гоголя соматическая, а не психическая болезнь.
Поздно вечером прибыл профессор Клименков, который поразил Тарасенкова дерзостью своего обращения с больным писателем: «Он стал кричать с ним, как с глухим и беспамятным, начал насильно держать его руку, добиваться, что болит. „Не болит ли голова?“ — „Нет“. — „Под ложкой?“ — „Нет“ и т. д. Видно было, что больной терял терпение и досадовал. Наконец он опять умоляющим голосом сказал: „Оставьте меня!“ — завернулся и спрятал руку». Несмотря на сопротивление писателя, ему поставили свечу для устранения запора.
В отсутствие Иноземцева инициативу взял на себя профессор А. И. Овер. Известив Иноземцева, Овер назначил консилиум на 20 февраля. В консилиуме принимали участие профессор А. И. Овер, профессор А. Е. Эвениус, профессор С. И. Клименков, доктор К. И. Сокологорский, доктор А. Т. Тарасенков. Профессор И. В. Варвинский на консилиум опоздал и явился позднее. По предложению А. И. Овера консилиум утвердил новый диагноз: на этот раз менингит. Основной вопрос теперь состоял в том, как лечить писателя? Оставить без лечения, как просил больной, или применить принудительное лечение как к человеку, более не владеющему собой? Назначенная интенсивная терапия состояла из гирудотерапии, холодного обливания головы в тёплой ванне, льда на голову, горчичников на конечности и т. д. Опоздавший Варвинский предположил ещё один диагноз — гастроэнтерит, он усомнился в целесообразности пиявок и ванны, но его уже никто не слушал.
Консилиум разъехался, и лечение началось. Тарасенков писал, что уехал от больного, «чтобы не быть свидетелем мучений страдальца». В его отсутствие больному была сделана ванна, к носу приставлены восемь пиявок. По словам Тарсенкова, обращение с Гоголем было неумолимым: «они распоряжались, как с сумасшедшим, кричали перед ним, как перед трупом. Клименков приставал к нему, мял, ворочал, поливал на голову какой-то едкий спирт, и когда больной от этого стонал, доктор спрашивал, продолжая поливать». В другом месте Тарасенков называет Клименкова медиком-палачом. Все предписания консилиума было поручено выполнять врачу М. Л. Назимову. Когда тело Гоголя начало остывать, по его предложению больного начали обкладывать горячим хлебом. Клименков дал Гоголю каломель. Но несмотря на лечение или в результате его Гоголю становилось хуже. Ближе к ночи 20 февраля Тарасенков отметил у Гоголя слабый пульс, сумеречное состояние, вербальный галлюциноз, жажду, дыхание становилось хриплым. Тарасенков оставил дежурство возле Гоголя ночью, а когда вернулся утром, Гоголь был мёртв.
В своих воспоминаниях Тарасенков отводил самому себе пассивную роль наблюдателя на заключительном этапе болезни Гоголя. Он сожалел о том, что упустил время с 17 по 18 февраля, когда его не было, и когда он «как-нибудь мог ещё подействовать ко спасению его».

### Отзывы критиков на книгу Тарасенкова
Гоголеведы XIX и XX столетий часто обращались к воспоминаниям доктора Тарасенкова в силу их подробного и чрезвычайно добросовестного характера, как не вызывающие сомнения. Таковы работы В. И. Шенрока, В. В. Вересаева, В. В. Гиппиуса, К. В. Мочульского, С. И. Машинского, Ю. В. Манна, И. П. Золотусского и мн. др. При этом критическому разбору сами воспоминания до последнего времени не подвергались.

#### Мнение В. А. Воропаева
В XXI веке российский литературовед В. А. Воропаев в нескольких работах, посвящённых последним дням Гоголя, обращаясь к воспоминаниям Тарасенкова как уникальным и достоверным свидетельствам современника-документалиста, в ряде случаев ставит под сомнение правильность анализа причин болезни Гоголя. Тарасенков пишет о Гоголе следующее:
от пищи воздерживался до чрезмерности, за обедом употреблял несколько ложек капустного рассола или овсяного супа на воде … легко можно себе представить, что при такой внезапной перемене образа жизни он действительно становился болен.
Воропаев возражает на это соображение следующим образом: Гоголь, будучи православным человеком, своего образа жизни не изменял радикально. У него был опыт говения и до этого, поэтому последнее говение не несло в себе, по мнению литературоведа, ничего экстраординарного. При этом он ссылается на мнение историка семьи Гоголей: «В. А. Чаговец, наиболее авторитетный специалист начала XX в. по семейным делам Гоголя, пишет, что Николай Васильевич не превосходил набожностью своих родных и только в отношении соблюдения поста держался несколько иного взгляда… „Какой же это пост, когда все объедаются ещё хуже, чем в обыкновенные дни?“ — говорил он, отодвигая подальше блюдо с какою-нибудь заманчивой постной пищей…».
Сомнения Воропаева коснулись и рассуждения Тарасенкова о влиянии постной пищи на здоровье Гоголя и на здоровье вообще. Из воспоминаний Тарасенкова о Гоголе следует, что:
переменять свойство и количество пищи он не мог без вреда для своего здоровья: по собственному его уверению, при постной пище он чувствовал себя слабым и нездоровым. «Нередко я начинал есть постное по постам (говорил он мне), но никогда не выдерживал: после нескольких дней пощения я всякий раз чувствовал себя дурно и убеждался, что мне нужна пища питательная». (Эти слова были ответом на моё признание, что я делаюсь неспособным к хорошему исполнению своих обязанностей, если некоторое время употребляю постную пищу).
По утверждению В. А. Воропаева, «из слов Тарасенкова с несомненностью следует только то, что сам он не постился в дни, определённые для этого Церковью. В отношении Гоголя его суждение принять за правду никак нельзя». Далее Воропаев пишет, что смерть Гоголя породила множество толков, в частности широко распространилось мнение, будто писатель сам себя уморил голодом. «На этом настаивал ещё Н. Г. Чернышевский на основании воспоминаний доктора Тарасенкова». Воропаев последовательно возражает на это тем, что «Гоголь понимал пост в церковном духе», о чём свидетельствуют гоголевские выписки из отцов церкви: «Чтобы пост был настоящий — одного воздержания от пищи недостаточно. Будем поститься постом богоприятным. Истинный пост есть воздержание от пороков, обуздание языка, укрощение гнева и страстей, отложение злоречий, лжи, обмана, воздержание от сего есть истинный пост». Соблюдение этой заповеди св. Василия Великого и подобные ей Ефрема Сирина, Иеронима Блаженного не может послужить причиной смерти человека, утверждает гоголевед.
Ещё до Воропаева рассуждение Тарасенкова о постной пище оспорила Наталья Уракова. Она высказала сомнение в достоверности передачи доктором Тарасенковым слов Гоголя о посте. Они опровергаются, по её мнению, воспоминаниями графини А. Г. Толстой — супруги А. П. Толстого: «Гоголь любил кушать тюрю. Мы часто с ним ели тюрю». Н. Уракова считает, что непостящийся человек не станет есть (а тем более любить) такое сугубо постное блюдо.
По мнению В. А. Воропаева, Тарасенков также неверно истолковал привычку Гоголя спать сидя, а не лёжа. По мнению Тарасенкова, Гоголь избегал спать лёжа из опасения, «что постель будет для него смертным одром». Воропаев считает, что обыкновение спать сидя Гоголь перенял у монахов. Гоголь, по его мнению, был монахом в миру. Привычку спать сидя он приобрёл ещё в Риме. И «подражание монашескому обычаю проводить ночной отдых не на ложе, а на стуле, то есть вообще сидя» не заключает в себе ничего необыкновенного.
Помимо медицинского аспекта Воропаев касается и историко-литературной стороны воспоминаний Тарасенкова. По мнению литературоведа, благодаря Тарасенкову в гоголеведении распространился миф о сожжении второго тома «Мёртвых душ»: «О втором томе как завершённой рукописи говорит доктор Тарасенков: „Литургия и Мёртвые души были переписаны набело его (Гоголя. — В. В.) собственною рукою, очень хорошим почерком“. Это сообщение по сути является единственным аргументом в пользу утверждения, что Гоголь сжёг законченный второй том. На него ссылаются, например, комментаторы академического издания». По мнению Воропаева, Тарасенков, как и прочие современники, не входившие в круг близких знакомых Гоголя, мог опираться лишь на устные рассказы графа Александра Толстого, поскольку лично не мог видеть рукописей второго тома и поскольку побывал у Гоголя 16 февраля — через пять дней после их сожжения. Между тем, «Гоголь тщательно оберегал свои бумаги от постороннего взгляда». Что в действительности сжёг Гоголь, остаётся неизвестным.
Воропаев коснулся также личности священника Иоанна Никольского, настоятеля храма Преподобного Саввы Освященного на Девичьем поле, — духовника Гоголя. А. Т. Тарасенков в своей книге отметил, что духовник Гоголя, по-видимому, вовсе не понимал его. В. А. Воропаев пишет, что фактов, подтверждающих это своё суждение, Тарасенков не привёл. Суждению Тарасенкова Воропаев противопоставляет замечания М. П. Погодина, о том, что «старика (отца Иоанна Никольского) Гоголь очень любил», и дочери М. П. Погодина А. М. Зедергольм о том, что Гоголь в последние два года своей жизни часто просил прислать к нему священника из Саввинской церкви, возле которой жили Погодины.
Но далеко не все суждения А. Т. Тарасенкова В. А. Воропаев подвергает сомнению. В тех случаях, когда Тарасенков описывает события, где он был непосредственным свидетелем, Воропаев отдаёт предпочтение сведениям Тарасенкова, а не Погодина или других мемуаристов. В частности, М. П. Погодин в некрологе «Москвитянина» приводит предсмертные слова Гоголя о мельнице. В. А. Воропаев в этом случае ставит под сомнение надёжность информации Погодина, поскольку историка не было у постели умирающего писателя, и настаивает на достоверности записок очевидца — А. Т. Тарасенкова, который свидетельствует, что предсмертные слова писателя были «Лестницу, поскорее, давай лестницу!…», что по мнению Воропаева, вполне согласуется с другим свидетельством Тарасенкова о почитании Гоголем книги Иоанна Лествичника «Лествица». Этому посвящена работа В. А. Воропаева и И. А. Виноградова «Лествица, возводящая на небо».

#### Мнение М. И. Давидова
По мнению психиатра профессора Н. Н. Баженова, «Печально сознаться в этом, но одною из причин кончины Гоголя приходится считать неумелые и нерациональные медицинские мероприятия… Он скончался в течение приступа периодической меланхолии от истощения и острого малокровия мозга, обусловленного как самою формою болезни, — сопровождающим её голоданием и связанным с нею быстрым упадком питания и сил, — так и неправильным, ослабляющим лечением, в особенности кровопусканием». Но первым, кто обвинил участников консилиума, был один из его участников, — сам доктор Тарасенков, который также совершил ошибку в диагнозе и тем самым разделял вину консилиума, считает врач М. И. Давидов, доцент Пермской медицинской академии.
Давидов называет Тарасенкова вдумчивым и талантливым врачом, который в силу своей молодости и безвестности не мог противостоять более опытным и именитым московским медицинским авторитетам Оверу и Клименкову. Давидов пишет, что Алексей Терентьевич как «защитивший диссертацию по арахноидиту (воспалению паутинной оболочки головного мозга), очевидно, лучше других участников консилиума знал нервные болезни. Он понимал, что у Гоголя, скорее всего, нет воспаления мозговых оболочек. Однако он не воспротивился диагнозу „менингит“. Очевидно, не хватило смелости. Более того, судя по воспоминаниям Алексея Терентьевича, он вообще не имел определённого, чёткого мнения о диагнозе и предполагал, что у больного наблюдается резкая потеря аппетита и, соответственно, истощение от какой-то телесной (не психической) болезни». И даже спустя несколько лет, когда Тарасенков писал свои воспоминания, он затруднялся с постановкой определённого диагноза. Критикуя действия Овера и Клименкова, он не смог противопоставить им своё понимание болезни, «ретроспективно не поставил определённого диагноза и, несмотря на то, что также был участником консилиума, как бы отстранил себя от ответственности за принятые решения».
Сложность принудительного кормления, согласно Давидову, состояла в следующем: «Для насильственного кормления необходимы были высококалорийные, самые скоромные продукты: мясной бульон, сливки, молоко, яйца и т. п. Стоял же Великий пост. Поэтому многие предполагают, что Овер, а иже с ним Клименков и Сокологорский испугались сурового осуждения духовенства и набожных друзей Гоголя. Но ведь даже сам митрополит Филарет, узнав о голодании Гоголя, разрешил кормить больного любыми продуктами и передавал ему, что «просит непрекословно исполнять назначения врачебные во всей полноте»! Самый набожный друг Николая Васильевича, будущий обер-прокурор Священного Синода граф А. П. Толстой, желал ради спасения писателя кормить его самыми питательными продуктами. Получается, что врачи-атеисты проявили себя более сурово, чем слуги Христа. Они хотели следовать букве, а не духу Святого писания!» Таким образом, медик Давидов, как и православный литературовед В. А. Воропаев, учитывает не только медицинский аспект лечения и смерти Гоголя, но и религиозный фактор.
Давидов пишет, что никто из участников консилиума не был квалифицированным психиатром, в том числе и Тарасенков, поэтому они и не смогли правильно расценить отказ от пищи и лекарств и установить правильный диагноз. А правильный диагноз в понимании Давидова — маниакально-депрессивный психоз, депрессивная фаза. К правильному пониманию болезни, по мнению Давидова, ближе всех был А. Т. Тарасенков, настаивавший на принудительном кормлении, но к его мнению никто не прислушался, он, Эвениус и Варвинский не смогли убедить Овера, Клименкова и Сокологорского в ошибочности поставленного ими диагноза.
Автор статьи об А. Т. Тарасенкове в энциклопедии «Гоголь» (2003) литературовед Борис Соколов называет ещё один возможный диагноз гоголевской болезни, правда, не указывая источник для своей информации: «Симптомы, описанные Т.<арасенковым>, позволяют предположить, что непосредственной причиной смерти Гоголя стал перитонит, развившийся вследствие многодневного запора».

## Семья и дети
В 1852 году Алексей Терентьевич женился на сестре своего бывшего ученика — Елизавете Львовне Чебышёвой (1819—1888). В качестве приданого она получила родовое имение отца «Чебушов сад». Ныне «Чебушов сад» — урочище вблизи деревни Реневка Становлянского района, Липецкой области, севернее города Елец; в то время «Чебушов сад» относился к Ефремовскому уезду Тульской губернии.
Брак Тарасенкова — бывшего домашнего учителя Чебышёвых, — с Елизаветой Львовной по дворянским понятиям того времени был явным мезальянсом. Это мнение не поколебало даже то обстоятельство, что Алексей Терентьевич со временем стал во главе Шереметевской больницы и прославил своё имя как видный общественный деятель, писатель-мемуарист и врач, лечивший Гоголя. Породнившись с Чебышёвыми, Тарасенков впоследствии охотно и часто принимал в своём имении П. Л. Чебышёва и сохранил тёплые взаимоотношения с ним на всю жизнь. Алексей Терентьевич в браке с Елизаветой Львовной оставил после себя трёх сыновей и трёх дочерей.
- Алексей (1852—1912) — смотритель Мариинского института на Софийской набережной в Москве.
- Елизавета (1853—1895) — заслуженная учительница, в замужестве Микулина.
- Сергей (1856—1897).
- Анна (1857—1919), в замужестве Подчиненнова.
- Пётр (1860—1924) — москвовед, последний владелец имения в Реневке — «Чебушова сада», член Общества любителей старой Москвы.

## Комментарии
1. ↑  Об этом, в частности, писал в своих воспоминаниях В. И. Шервуд, пришедший к Гоголю за три дня до смерти писателя: «Я явился на его квартиру, чтобы узнать о его здоровье, и Алексей Терентьевич Тарасенков передал мне все подробности. Положение было трагическое. Его подозревали в сумасшествии, его подозревали в каких-то изумительных болезнях, но, по свидетельству Тарасенкова, ничего подобного не было».
2. ↑  Биограф Чебышёва В. Е. Прудников пишет, что П. Л. Чебышёв не имел своей семьи и всю жизнь прожил холостяком. Из всех своих родственников он более всего предпочитал общество своей старшей сестры и её семьи. Семья Тарасенковых была наиболее демократичной по духу среди других Чебышёвых, отличавшихся консерватизмом. После смерти Алексея Терентьевича Пафнутий Львович проявлял внимание к воспитанию и образованию своих младших племянников, не переставая помогать сестре Елизавете. Например, в Тульской губернии П. Л. Чебышёв купил бывшую усадьбу М. Ю. Лермонтова Кропотово, которую подарил Елизавете Львовне. И именно в семье Тарасенковых сохранилось наибольшее количество воспоминаний о знаменитом родственнике-академике.

## Сочинения Тарасенкова
- О том, как излечиваются болезни и что называется лекарством. // М., 1850 г.
- Помешательство ума после холеры. // Московский врачебный журнал, 1854, № 1.
- Замечания о господствующих перемежающихся лихорадках. // Московский врачебный журнал, 1854.
- Эпидемическая дифтерическая жаба. // Московский врачебный журнал, 1854.
- Историческая записка о состоянии и деятельности Физико-медицинского общества за первые 50 лет. // Московский врачебный журнал, 1856, № 2.
- Историческая записка о составе и деятельности Физико-медицинского общества, учреждённого при Императорском Московском университете, за первое 50-летие его существования, (1805—1855). // М.: Университетская типография, 1856 г. С. 51.
- Медицинский отчёт по Временному (тифозному) отделению Больницы чернорабочего класса людей в Москве за всё время существования этого Отделения / Сост. А. Тарасенков. // М.: Университетская типография, 1857 г. С. 75.
- Случай перехода острого ревматизма в холеру. // Протоколы московского общества русских врачей, СПб. 1857.
- Историческое описание Больницы Странноприимного дома графа Шереметева в Москве, составленное главным доктором заведения Алексеем Тарасенковым. // М.: типография «Ведомостей Московской городской полиции», 1859 г. С. 23.
- Историческая записка о Странноприимном доме графа Шереметева в Москве, составленная по поручению г. попечителя графа Дмитрия Николаевича Шереметева к пятидесятилетнему юбилею этого заведения главным доктором А. Тарасенковым. // М.: типография Каткова и К°, 1860 г. С. 134, 1 л. план.
- Медико-статистические выводы из ведомостей московской больницы для чернорабочих за 1844—1858 гг., от начала существования их. // Протокол Физико-медицинского общества, 1859, 26 января.
- Нечто о больницах. // Московские ведомости, 1859, № 29.
- Взгляд врача на женское воспитание. // Московская медицинская газета, № 48.
- Сам больной лечит hydrocoele уколом шила. // Московская медицинская газета, 1859, № 59.
- Отчёт об операциях в московских гражданских больницах в 1858 г. // Протокол Физико-медицинского общества, 1859, 2 ноября.
- Материалы для биографии А. Н. Бахметева, собранные А. Тарасенковым. // М.: типография М. П. Захарова, 1861 г. С. 24.
- Обзор больных в московских больницах гражданского ведомства, со времени открытия каждой из них. / [Соч.] Алексея Тарасенкова. // М.: типография Каткова и К°, 1862 г. С. 23.
- Об устройстве врачебного пособия в деревнях. // Московская медицинская газета, 1862, № 50;
- Медико-статистические данные из отчётов всех больниц гражданского ведомства медицинскому инспектору за 1858—1863 г. // Протокол Физико-медицинского общества, 1859—1864.
- О болезнях предшествовавших в этом году холере. // Протоколы московского общества русских врачей, 1866.
- О движении больных, преимущественно тифозных, с января по май 1868 г. // Протокол Физико-медицинского общества, 1868.
- О санитарных заведениях парижского общественного призрения, читано в заседании Общества русских врачей. // Московская медицинская газета, 1870, № 7.
- Медико-статистические сведения по Странноприимному дому графа Шереметева в Москве 1810—1870 г. / Сост. Алексеем Тарасенковым. // [М.] : типография Московского университета, [1871 г.] С. 24, 10 л. табл.
- Воспоминания о Шереметевской больнице. // М.: типо-литография Н. И. Куманина, 1899 г. С. 27.
- Доктор А. Т. Т-в Последние дни жизни Н. В. Гоголя. // Отечественные записки, 1856, декабрь, С. 402.
- Последние дни жизни Н. В. Гоголя. // СПб.: типография Королёва и К°, 1857 г. С. 33.
- Последние дни жизни Н. В. Гоголя. [Рукопись записок доктора А. Т. Тарасенкова] // в кн.: Шенрок В. И. «Материалы для биографии Гоголя». М., 1897. Т. IV. С. 850—865.
- Последние дни жизни Н. В. Гоголя. Записки его современника д-ра А. Тарасенкова. // М.: т-во скоропечатня А. А. Левенсон, 1902 г. (Изд. 2-е, дополненное по рукописи). С. 33.
- Последние дни жизни Н. В. Гоголя. [Выдержки] // в кн. Гоголь в воспоминаниях современников / Редакция текста, предисловие и комментарии С. И. Машинского. — М.: Гос. изд-во худож. лит., 1952. — 718 с. — (Сер. лит. мемуаров / Под общ. ред. Н. Л. Бродского, Ф. В. Гладкова, Ф. М. Головенченко, Н. К. Гудзия). С. 511—525.
- Последние дни жизни Н. В. Гоголя. [В сокращении] // в кн. Гоголь Н. В., Размышления о Божественной Литургии: Сборник / М.: Эксмо, 2006. — 800 с. С. 779—795. Тираж 4 000 экз. — («Антология мысли»).
- ГИМ. Ф. 380. Ед. хр. 1. Л. 7 (рукопись записок доктора А. Т. Тарасенкова).